# Bradysia cryptacantha
Bradysia cryptacantha är en tvåvingeart som beskrevs av Yang 2003. Bradysia cryptacantha ingår i släktet Bradysia och familjen sorgmyggor. Inga underarter finns listade i Catalogue of Life.